# La Cabale des hypocrites
La Cabale des hypocrites (Кабала святош (Kabala svyatosh)) est une pièce de théâtre en quatre actes écrite par Mikhaïl Boulgakov, aussi connue sous le titre Molière.
Écrite en 1929 pour le Théâtre d'art de Moscou, la pièce est lue par Boulgakov pour Stanislavski et sa troupe lors d'une rencontre du 19 janvier 1930. Acceptée par ledit théâtre, la pièce est cependant rapidement interdite par le Comité d'État du répertoire (Главрепертком Glavrepertkom). Ce n'est qu'un an et demi plus tard, par influence personnelle de Maxime Gorki, que l'interdiction est levée. En mars 1932, les répétitions commencent sous la direction de Nikolai Gorchakov. Elles durent quatre ans et sont une cause de friction entre Boulgakov et Stanislavski qui décide en 1935 de plus rien avoir à faire avec cette pièce et demande à Vladimir Nemirovitch-Dantchenko de prendre la main à ce propos.
La première a lieu le 16 février 1936 et remporte un large succès. Mais le 9 mars, un article de la Pravda, « Séduisant en surface, trompeur en profondeur » est à l'origine d'une nouvelle interdiction de la pièce après seulement sept représentations. En octobre de cette année, Boulgakov quitte le Théâtre d'art de Moscou, le nommant dans son diaire : « le tombeau de mes pièces », et dans une lettre à un ami, Vikenti Veressaïev : « l'endroit où Molière fut détruit ».
La Cabale des Hypocrites est publiée pour la première fois en 1962 par les éditeurs Iskusstvo. Elle a du succès au théâtre soviétique dans les années 1960 et est désormais considérée comme une partie de l'héritage culturel russe